# SNCASE SE.212 Durandal
SNCASE SE-212 Durandal là một mẫu máy bay tiêm kích động cơ hỗn hợp của Pháp giữa thập niên 1950.

## Tính năng kỹ chiến thuật
Dữ liệu lấy từ The Complete Book of Fighters
Đặc tính tổng quan
- Kíp lái: 1
- Chiều dài: 12,07 m (39 ft 7 in)
- Sải cánh: 7,44 m (24 ft 5 in)
- Diện tích cánh: 29,60 m2 (318,6 foot vuông)
- Trọng lượng rỗng: 4.575 kg (10.086 lb)
- Trọng lượng có tải: 6.700 kg (14.771 lb)
- Động cơ: 1 × SNECMA Atar 101F kiểu động cơ tuabin phản lực thô, 43 kN (9.700 lbf) có đốt tăng lực
- Động cơ: 1 × SEPR 75 kiểu động cơ rocket, 7,35 kN (1.653 lbf) thrust

Hiệu suất bay
- Vận tốc cực đại: 1.667 km/h (1.036 mph; 900 kn) với động cơ rocket ở độ cao 11.800 m (36.300 ft)
- Vận tốc cực đại: Mach 1,57
- Vận tốc lên cao: 200 m/s (39.000 ft/min)

Vũ khí trang bị

- 1× AA.20 hoặc
- 2× pháo DEFA 30 mm hoặc
- 24× rocket SNEB 68 mm